# Cymbalaria pluttula
Cymbalaria pluttula är en grobladsväxtart som först beskrevs av Rech. fil., och fick sitt nu gällande namn av Franz Speta. Cymbalaria pluttula ingår i släktet murrevor, och familjen grobladsväxter. Inga underarter finns listade i Catalogue of Life.